# Edward Fitzgerald (jugador d'hoquei sobre gel)
James Edward "Ed" Fitzgerald (Northfield, Minnesota, 3 d'agost de 1891 - Saint Paul, Minnesota, 18 d'abril de 1966) va ser un jugador d'hoquei sobre gel estatunidenc que va competir a començaments del segle xx.
El 1920, un cop superada la Primera Guerra Mundial, va prendre part en els Jocs Olímpics d'Anvers, on guanyà la medalla de plata en la competició d'hoquei sobre gel.